# K41
K41 – duński klub szachowy z siedzibą w Kopenhadze, trzykrotny mistrz kraju.

## Historia
Klub powstał we wrześniu 1985 roku w wyniku fuzji Kampklubben i SK1941. W sezonie 1985/1986 zespół zajął drugie miejsce w 1. division, za Skolernes SK. W 1987 roku klub zdobył tytuł mistrzowski, który obronił w następnym sezonie. W sezonie 1987/1988 zespół uczestniczył w Pucharze Europy, odpadając w drugiej rundzie po przegranej 4½:7½ z Gošą Smederevska Palanka. W 1989 roku K41 spadł z pierwszej ligi, powrócił do niej na sezon 1990/1991, w którym również spadł. W 1993 roku K41 powrócił do 1. division i w sezonie 1993/1994 zdobył wicemistrzostwo kraju (ex aequo z Aarhus SK). W 1996 roku klub zdobył trzeci tytuł mistrzowski w swojej historii, a w następnym sezonie zajął trzecie miejsce w 1. division. W 1998 roku K41 spadł z ligi. Ponownie na najwyższym szczeblu rozgrywkowym zespół występował od 2002 roku. Sezon 2003/2004 K41 zakończył na czwartym miejscu w mistrzostwach Danii. W 2005 roku klub spadł z nowo utworzonej Skakligaen, powrócił do niej rok później. W latach 2007–2008 zespół zajmował czwarte miejsce w lidze. W sezonie 2009/2010 klub zajął drugie miejsce w Skakligaen, ulegając jedynie Aarhus SK/Skolerne. Sezon 2010/2011 również zakończył się dla K41 zdobyciem wicemistrzostwa kraju. W 2011 roku klub uczestniczył w rozgrywkach Pucharu Europy. K41 wygrał wówczas mecze z Expikiem Prisztina i SV Voerendaal, zremisował spotkanie z Edinburgh Chess Club,
a przegrał z Lunds ASK, Tammer-Shakki, Adare Chess Club i Gambitem Skopje i w klasyfikacji końcowej zajął 50. miejsce. W 2014 roku klub spadł z ligi. K41 powrócił do Skakligaen na sezon 2016/2017, który również zakończył się spadkiem.
Zawodnikami klubu byli m.in. Jacob Aagaard, Bjørn Brinck-Claussen, Henrik Danielsen, Steen Fedder, Jacob Øst-Hansen, Lars Schandorff, Daniel Semcesen i Axel Smith.